# Ménétréols-sous-Vatan
Ménétréols-sous-Vatan è un comune francese di 123 abitanti situato nel dipartimento dell'Indre nella regione del Centro-Valle della Loira.

## Società

### Evoluzione demografica
Abitanti censiti